# ساس تختخواب
ساس تختخواب (نام علمی: Cimex lectularius) نام یک گونه از تیره ساسان است.ساس رختخواب به دلیل پنهان شدن در درزهای بالشت و تشک و رختخواب به این نام معروف شده . این موجود انگل انسان و حیوان است و از خون میزبان تغذیه میکند . این حشره بسیار مقاوم است و میتواند خارج از بدن میزبان ماهها زنده بماند